# Laphria nigribimba
Laphria nigribimba är en tvåvingeart som beskrevs av Stanley Willard Bromley 1935. Laphria nigribimba ingår i släktet Laphria och familjen rovflugor. Inga underarter finns listade i Catalogue of Life.